# ژان-پیر کف
ژان-پییر کف (فرانسوی: Jean-Pierre Coffe‎; زاده ۲۴ مارس ۱۹۳۸ در لونه‌ویل (مرت-ا-موزل) -درگذشته ۲۹ مارس ۲۰۱۶ در لانه‌رای اور-ا-لوآر) مجری رادیو و تلویزیون، روزنامه‌نگار حوزه تغذیه، نویسنده، آشپز و بازیگر فرانسوی است.

## فیلم شناسی

### سینما
در دهه ۱۹۷۰ و ۸۰ او در قامت یک بازیگر در چندین فیلم حضور پیدا کرد: